# Helmut Kromrey
Helmut Kromrey (* 22. März 1940 in Groß Koschlau/Ostpreußen) ist ein deutscher Soziologe. Er ist Emeritus der Freien Universität Berlin und wirkt seit 2005 als Professor der Universität Educatis (Altdorf/Schweiz).

## Werdegang
Helmut Kromrey studierte Wirtschafts- und Sozialwissenschaften an der Universität zu Köln (Examen 1975: Dipl.-Volksw. sozialwiss. Richtung) und war zunächst Bearbeiter eines stadtsoziologischen Forschungsprojekts, wissenschaftlicher Mitarbeiter an der Abteilung Raumplanung der Universität Dortmund sowie Akad. Rat an der Ruhr-Universität Bochum.
1978 promovierte Kromrey an der Universität Dortmund zum Dr. rer. pol. im Fach Raumplanung, promoviert und habilitierte sich 1987 an der Fakultät für Sozialwissenschaft der Ruhr-Universität (Habilitationsschrift Sozialwissenschaftliche Begleitung bei der Erprobung neuer Informations- und Kommunikationsmedien. Forschungspraxis und methodische Ansätze: Venia Legendi "Empirische Sozialforschung").
Als Privatdozent leitete Kromrey Forschungsprojekte in den Bereichen Stadtentwicklung, Medien, Museum, Weiterbildung, Volkszählung, insbesondere Evaluation von Lehre, Studium und Weiterbildung. 1991 wurde Kromrey apl. Professor an der Fakultät für Sozialwissenschaft der Ruhr-Universität Bochum und 1994 Lehrstuhlinhaber für Soziologie und Empirische Sozialforschung am Institut für Soziologie der Freien Universität Berlin. Seit dem Oktober 2004 ist Kromrey emeritiert. 
Helmut Kromrey war und ist (2009) berufspolitisch im Berufsverband Deutscher Soziologinnen und Soziologen, in der Deutschen Gesellschaft für Soziologie und als Mitherausgeber von Sozialwissenschaften und Berufspraxis sowie der Zeitschrift für Evaluation engagiert.

## Veröffentlichungen
- Sozial- und Infrastruktur in einem Altstadtwohnviertel. Indikatoren zur Beurteilung der Sanierungsbedürftigkeit. Untersuchungsbereich Köln-Severinsviertel.  Dt. Inst. für Urbanistik, Berlin 1976, ISBN 3-88118-018-4.

- Die gebaute Umwelt. Wohngebietsplanung im Bewohnerurteil (= Forschungstexte Wirtschafts- und Sozialwissenschaften, Bd. 2). Leske u. Budrich, Opladen 1981, ISBN 3-8100-0371-9.

- (mit Jochen Roose, Jörg Strübing): Empirische Sozialforschung. 13. Aufl. (= UTB, Bd. 8681). UVK Lucius, Konstanz 2016, ISBN 978-3-8252-8681-1.

Festschrift
- Wolfgang Clemens/Jörg Strübing (Hrsg.): Empirische Sozialforschung und gesellschaftliche Praxis.  Bedingungen und Formen angewandter Forschung in den Sozialwissenschaften. Helmut Kromrey zum 60. Geburtstag. Leske u. Budrich, Opladen 2000, ISBN 978-3-8100-2731-3.